# 二二諸国
二二諸国（にじゅうにしょこく、ネパール語：बाइसे राज्य, Baise Rajya）は、ネパールのカルナリ地方（カルナリ県、セティ県、ベリ県）に割拠した諸国。

## 歴史
カサ王国の滅亡後、中部カルナリ地方は同国を滅ぼしたラースコート地方の王マラヤ・ヴァルマーの支配下に置かれた。王はジュムラ、ジャージャルコート、 ダイレク、ルクム、サリャーンに領土を分割した。
名称の由来としては、ジュムラ王国の民衆が「22の峡谷に住む人々」と言及されており、ジュムラを中心に歴史が動いてきたカルナリ地方の小国の総称として「二二諸国」と呼ばれるようになったとする説がある。なお、22という数値は概数で、20数ヵ国程度の国々という意味で漠然と用いられていた、と佐伯和彦は述べている。実在の確認されている諸国は以下の通り。
- ジュムラ
- ジャージャルコート
- ダイレク
- ルクム
- サリャーン
- バジャーン
- ドーティ
- アチャーム
- ロルパ
- ダーン
- ピュータン

一方、二二諸国の東方にはガンダキ地方には二四諸国が割拠していたが、さらに小王国のゴルカ王国はこの二四諸国に数えられることはほとんどなかった。だが、ゴルカは次第に力を蓄え強大化し、やがてネパール王国を形成し、プリトビ・ナラヤン・シャハ、プラタープ・シンハ・シャハ、ラナ・バハドゥル・シャハの3代が二二諸国、二四諸国を次々に制圧・併合した。